# Stefano Zecchi
Stefano Zecchi (Venezia, 18 febbraio 1945) è un filosofo, scrittore, opinionista, accademico e politico italiano, ex professore ordinario di estetica presso l'Università degli Studi di Milano.
Ha acquistato notorietà anche al di fuori dell'ambito accademico per le sue presenze al Maurizio Costanzo Show dagli anni novanta. È ebreo da parte di madre, ma si è convertito al cattolicesimo.

## Biografia
Ha studiato al Liceo Classico "Marco Polo" di Venezia e poi all'Università degli Studi di Milano, dove si è laureato in filosofia con votazione 110/110 e lode, discutendo una tesi sulla fenomenologia di Edmund Husserl (relatore Enzo Paci), e ai problemi della fenomenologia ha dedicato i suoi primi studi filosofici. Dopo la laurea ha insegnato per qualche anno nelle scuole di Milano e provincia. Nel 1979 è diventato professore ordinario, ottenendo la cattedra di Filosofia Teoretica presso l'Università degli Studi di Padova, in cui era stato assistente e docente incaricato dal 1972. Dal 1984 al 2013 è stato professore ordinario di estetica presso l'Università degli Studi di Milano. È tra i maggiori studiosi italiani di estetica, avendo curato con Elio Franzini un'importante antologia dedicata alla storia dell'estetica. 
Ha insegnato in diverse università straniere: tra esse l'Università Tagore di Calcutta, in India. È stato inoltre Presidente del Corso di Laurea in Filosofia dell'Università degli Studi di Milano, consigliere d'amministrazione del Piccolo Teatro di Milano, presidente dell'Accademia di belle arti di Brera sempre a Milano, membro del consiglio dell'Irer (Istituto per la programmazione scientifica e culturale della Regione Lombardia), rappresentante del Ministero della Pubblica Istruzione presso l'UNESCO per la tutela dei Beni immateriali, consigliere d'amministrazione del MAXXI (Museo dell'arte del XXI secolo), consigliere d'amministrazione della Fondazione La Verdi di Milano, consigliere d'amministrazione del Teatro Parenti di Milano, Consigliere d'amministrazione del FEC (Fondo per gli Edifici di Culto) e Presidente del Consiglio d'amministrazione del MUSE (Museo delle Scienze di Trento)
Ha curato la traduzione dal tedesco all'italiano di Thomas Müntzer|Thomas Münzer, teologo della rivoluzione di Ernst Bloch (Feltrinelli, Milano 1980) e degli Scritti sull'arte e sulla letteratura di Goethe (Bollati Boringhieri, Torino, 1992). Ha diretto l'annuario Estetica per la Società editrice il Mulino e la rivista Filosofia dell'arte per le edizioni Mimesis.
Attualmente in carica in qualità di Membro del Consiglio Superiore della Società Dante Alighieri; Presidente della "Fondazione Accademia Internazionale di Scienza della Bellezza"; Consigliere d'Amministrazione della Fondazione La Triennale di Milano. Fa parte del Comitato scientifico e di direzione della Fondazione Italia USA.
È stato Assessore alla Cultura nel Comune di Milano, durante il secondo quinquennio del Sindaco Gabriele Albertini. 
Il 12 febbraio 2020 annuncia la sua candidatura a sindaco di Venezia con il Partito dei Veneti; si ferma al 3,52% ma viene eletto consigliere comunale di opposizione a Venezia.
Nel 2023 riceve le deleghe alla cultura dal sindaco di Venezia Luigi Brugnaro come consigliere delegato alla "Città di Venezia, cultura: progetto futuro", passando dall’opposizione a consigliere di maggioranza.
Svolge da oltre trent'anni una regolare attività di editorialista in quotidiani e settimanali e partecipa di frequente a trasmissioni televisive,lo si vedeva spesso al Maurizio Costanzo show ed è ospite di trasmissioni radiofoniche in qualità di opinionista.

## Pensiero
Dopo gli studi sulla fenomenologia di Husserl e della sua scuola, ha affrontato le questioni inerenti ai concetti di "speranza" e di utopia, riflettendo sulla filosofia di Ernst Bloch, di cui è stato anche traduttore. Il pensiero di Goethe (di cui ha tradotto diversi saggi sulla scienza, l'arte e la letteratura) e del Romanticismo sono diventati i punti di riferimento fondamentali dei suoi studi, che lo hanno portato a concentrare le sue ricerche sul problema e sul significato della bellezza. 
La bellezza intesa come principio fondamentale per comprendere la storia del pensiero occidentale.
La bellezza, un tempo, insegnava a comprendere il senso della vita, il valore delle relazioni pubbliche e personali. La tradizione classica è stata la culla di questa visione del mondo, il suo Pantheon abitato dagli dei e dagli eroi rappresentava la testimonianza vivente dell’eticità della bellezza, in cui si coglieva il significato di verità che anima le azioni delle divinità e che giustifica la loro presenza nel destino degli uomini, illustrando ai mortali, attraverso le imprese straordinarie degli eroi, ciò che è giusto e onorevole.
La bellezza sensuale e cosmica, che aleggiava sotto il sole della Grecia, con un passaggio di testimone, aveva trovato un’affascinata accoglienza nella tradizione cristiana. Abbandonato nel Pantheon di Atene il suo erotismo e la pagana carnalità che raccontava il mondo degli dei e degli uomini, la bellezza divenne uno straordinario strumento dell’apologetica cristiana.
A lungo durò, nell’Occidente, questa devozione alla bellezza: il tempo di Goethe, di Schiller e del Romanticismo celebrano per l’ultima volta il principio dell’educazione estetica e il significato di verità dell’arte fondato sulla bellezza vivente, contemporanea, non appiattita sui canoni del classicismo. Nella seconda metà dell’Ottocento, l’immagine del mondo, che da millenni era stata rappresentata dalle arti, venne strappata dal suo tradizionale fondamento da una nuova potenza: la scienza è il sapere, la tecnica è la sua concreta applicazione nella realtà. La bellezza, con la sua idea di eccellenza, di gerarchia delle qualità, di diversità dei valori appare qualcosa di vago, di personale, oppure una pericolosa eredità dell’irrazionalismo, un’inquietante presenza nello sviluppo politico della nascente democrazia.
Così incomincia il declino della bellezza, come valore trascendentale, e la sua esclusione dalla categoria del giudizio estetico. Domina un’idea di cultura e di educazione tecnica, pratica, funzionale, e in quest’idea viene imprigionata la bellezza: di fronte al potere scientifico e pragmatico, essa è chiusa nell’effimero, nel decorativo. Queste trasformazioni comportano l’assoluta concezione soggettiva del bello: esso diventa ciò che piace, perché il bello appare una semplice sensazione soggettiva, personale; si afferma con entusiastica convinzione che “non è bello ciò che è bello, ma è bello ciò che piace”, e infatti piacciono colossali porcherie credute scioccamente cose belle.
Soprattutto nel secondo dopoguerra l’attacco alla bellezza è stato distruttivo. L’arte è la prima, visibile rappresentazione del bello, ma dall’arte la bellezza è stata espulsa. La modernità – il canone moderno - si sviluppa contro di essa; il giudizio estetico elegge a sua categoria fondamentale il “nuovo”, cioè la rapida variazione d’immagine, indipendentemente dai cambiamenti di senso, dalle trasformazioni di significati. Variazioni che si ottengono nei modi più irriverenti, provocatori, dissacranti: e tutto sempre giustificato sulla base delle categorie estetiche del nuovo, dell’effimero e dello shock.
Certo, i pochi che hanno difeso l’ideale della bellezza hanno commesso l’errore di definirla come armonia, come perfezione, come equilibrio, rievocando le forme classiche e dimenticando che la bellezza è tensione simbolica all’origine della cultura, è desiderio ed esperienza che sollecita il dubbio e spinge all’azione. Essa è costruzione, progetto, utopia, non è mai reattiva, regressiva, dissolutiva, afferma col suo stile un valore dell’esistenza che sfida faccia a faccia il nichilismo, l’insignificanza della vita. Creare bellezza vivente, inventare una bellezza moderna è sempre stata l’azione necessaria per fronteggiare e sconfiggere il nichilismo, vera malattia spirituale del nostro tempo.

## Opere

### Saggi
- Fenomenologia dell'esperienza. Saggio su Husserl, Firenze, La nuova Italia, 1972.
- Utopia e speranza nel comunismo. Un'interpretazione della prospettiva di Ernst Bloch, Milano, Feltrinelli, 1974.
- La fenomenologia dopo Husserl nella cultura contemporanea, Firenze, La nuova Italia, 1978.
- La fenomenologia, Torino, Loescher, 1983.
- La magia dei saggi. Blake, Goethe, Husserl, Lawrence, Milano, Jaca Book, 1984. ISBN 88-16-40125-7.
- La fondazione utopica dell'arte. Kant, Schiller, Schelling, Milano, Unicopli, 1984. ISBN 88-7061-820-X.
- Novalis. Appunti per il corso di estetica. A. a. '85-'86, Milano, Unicopli, 1986. ISBN 88-7061-307-0.
- Romanticismo. Mito, simbolo, interpretazione, a cura di, Milano, Unicopli, 1987. ISBN 88-400-0078-X.
- Elementi di analisi costi benefici, Pisa, ETS, 1987. ISBN 88-7741-365-4; 1988.
- Metafora e metamorfosi in Georg Trakl, in Studia Trakliana. Georg Trakl, 1887-1987, edidit Fausto Cercignani, Milano, Cisalpino-Goliardica, 1989. ISBN 88-205-0618-1.
- La bellezza, Torino, Bollati Boringhieri, 1990. ISBN 88-339-0522-5.
- L'evento come forma simbolica, in Segno ed evento nel pensiero contemporaneo, a cura di Giuseppe Nicolaci, Milano, Jaca book, 1990. ISBN 88-16-95066-8.
- Verso dove?, Siracusa, Tema celeste, 1991. ISBN 88-7304-000-4.
- La fenomenologia in Italia. Diffusione e interpretazioni, in Filosofia italiana e filosofie straniere nel dopoguerra, a cura di Pietro Rossi e Carlo Augusto Viano, Bologna, Il mulino, 1991. ISBN 88-15-02864-1.
- Vita e verità. Interpretazione del pensiero di Enzo Paci, a cura di, Milano, Bompiani, 1991. ISBN 88-452-1795-7.
- Estetica 1991. Sul destino, a cura di, Bologna, Il Mulino, 1991. ISBN 88-15-03173-1.
- Estetica 1992. Forme del simbolo, a cura di, Bologna, Il Mulino, 1992. ISBN 88-15-03700-4.
- Estetica 1993. Oriente e Occidente, a cura di, Bologna, Il Mulino, 1993. ISBN 88-15-04219-9.
- Sillabario del nuovo millennio, Milano, A. Mondadori, 1993. ISBN 88-04-37428-4.
- Estetica 1994. Scritture dell'eros, a cura di, Bologna, Il Mulino, 1995. ISBN 88-15-04790-5.
- Il brutto e il bello. Nella vita, nella politica, nell'arte, Milano, A. Mondadori, 1995. ISBN 88-04-38690-8.
- Storia dell'estetica, 2 voll.,

I, Dai presocratici a Hegel, con Elio Franzini, Bologna, Il mulino, 1995. ISBN 88-15-04750-6.
II, Dalla crisi dei grandi sistemi alla ricerca contemporanea, con Elio Franzini, Bologna, Il mulino, 1995. ISBN 88-15-04751-4.
- Estetica 1995. Le arti e le scienze, a cura di, Bologna, Il Mulino, 1996. ISBN 88-15-05268-2.
- Estetica 1996. Arte e vita, a cura di, Bologna, Il Mulino, 1997. ISBN 88-15-05789-7.
- L'artista armato. Contro i crimini della modernità, Milano, Mondadori, 1998. ISBN 88-04-39788-8.
- Capire l'arte. Come riconoscerla, perché amarla, Milano, Mondadori, 1999. ISBN 88-04-47060-7.
- L'uomo è ciò che guarda. Televisione e popolo, Milano, Mondadori, 2005. ISBN 88-04-54645-X.
- Le promesse della bellezza, Milano, Mondadori, 2006. ISBN 88-04-55657-9.
- Fernando De Filippi. "Vento leggero che parli con voce di foglie", Milano, Prearo, 2006. ISBN 88-7348-099-3.
- In cammino con l'arte, Roma, Il filo, 2008. ISBN 978-88-567-0458-7.
- I classici dell'estetica. Antologia di testi, con Giancarlo Lacchin, Milano, Libraccio, 2012. ISBN 978-88-97748-13-7.
- Dopo l'infinito cosa c'è papà? Fare il padre navigando a vista, Milano, Mondadori, 2012. ISBN 978-88-04-62021-1.
- Gocce nel mare. Cronache di cultura, politica, costume, Roma, Albatros, 2013. ISBN 978-88-567-5704-0.
- Il lusso. Eterno desiderio di voluttà e bellezza, Milano, Mondadori, 2015. ISBN 978-88-04-65859-7.
- Povera maledetta laurea. Come è stata distrutta l'Università e come la meritocrazia può salvarla, Milano, Il Giornale, 2016.
- Paradiso Occidente. La nostra decadenza e la seduzione della notte, Milano, Mondadori, 2016. ISBN 978-88-04-67500-6.
- Aiutami a capirlo. L'incontro tra il medico, il genitore e il bambino, con Paolo Nucci, Roma, Lastaria, 2017. ISBN 978-88-99706-09-8.

### Romanzi
- Estasi, Milano, ES, 1993. ISBN 88-85357-48-2.
- Sensualità, Milano, A. Mondadori, 1995. ISBN 88-04-40401-9. [Premio Bancarella 1996]
- L'incantesimo, Milano, A. Mondadori, 1997. ISBN 88-04-42522-9.
- Fedeltà, Milano, Mondadori, 2001. ISBN 88-04-48168-4. [Premio Grinzane Hanbury]
- Amata per caso, Milano, Mondadori, 2003. ISBN 88-04-52222-4.
- Il figlio giusto. Romanzo di una maternità, Milano, Mondadori, 2007. ISBN 978-88-04-57097-4.
- Quando ci batteva forte il cuore, Milano, Mondadori, 2010. ISBN 978-88-04-59537-3.
- Maria. Una storia italiana d'altri tempi, Milano, Corriere della Sera, 2008; Roma, Vertigo, 2011. ISBN 978-88-6206-030-1.
- Rose bianche a Fiume, Milano, Mondadori, 2014. ISBN 978-88-04-63485-0.
- L'amore nel fuoco della guerra, Milano, Mondadori, 2018. ISBN 978-88-04-70213-9.
- Anime nascoste. Romanzo di una gioventù incendiata. L’altro Sessantotto (Mondadori, Milano 2020)
- Una vita per Pola (Graphic Novel, Milano 2022)
- Resurrezione, Arnoldo Mondadori editore, 2024, 240 p. ISBN 9788804781097[8]